# Lustay Franco
Lustay Marieth Franco (Coro, Estado Falcón, 31 de mayo de 1992) es una política egresada como Economista de la Universidad Central de Venezuela. Fue dirigente estudiantil en la UCV. Fue candidata a la Gobernación del Estado Falcón y paralelamente también fue candidata por voto lista a la Asamblea Nacional por el Estado Falcón apoyada por Un Nuevo Tiempo en las Elecciones regionales de Venezuela de 2025.

## Primeros años
Franco Ramírez fue dirigente estudiantil en su casa de estudio, en la Universidad Central de Venezuela, llegando a ser candidata a la presidencia de la FCU-UCV en 2019 por su partido en ese entonces Acción Democrática quedando de segundo lugar con el 37.01%.

## Vida personal
Nacida en Coro, Estado Falcón. Su padre, Antonio Franco y su madre, Eloysa Ramirez. Tiene un hermano, Jesús Manuel Franco. Está casada con Ernesto Rodríguez Mata, cuyo matrimonio concibieron a Caracas Ignacia el 31 de julio de 2020.

## Carrera política
Lustay fue secretaria política nacional de Acción Democrática, incluso cuando el partido fue intervenido se unió al sector de-jure liderado actualmente por Henry Ramos Allup. Participó en las  Elecciones primarias de la Plataforma Unitaria de 2023 siendo jefa de campaña del candidato Carlos Prosperi en el estado Miranda. Para 2025, renuncio al partido y a la dirección nacional para inscribirse como candidata a la Gobernación del Estado Falcón por Un Nuevo Tiempo y apoyada por el partido recién fundado, Unión y Cambio.